# Prévocourt
Prévocourt là một xã trong vùng Grand Est, thuộc tỉnh Moselle, quận Château-Salins, tổng Delme. Tọa độ địa lý của xã là 48° 54' vĩ độ bắc, 06° 25' kinh độ đông. Prévocourt nằm trên độ cao trung bình là 320 mét trên mực nước biển, có điểm thấp nhất là 228 mét và điểm cao nhất là 360 mét. Xã có diện tích 6,77 km², dân số vào thời điểm 1999 là 79 người; mật độ dân số là 11 người/km².

## Thông tin nhân khẩu
| 1962 | 1968 | 1975 | 1982 | 1990 | 1999 |
| ---- | ---- | ---- | ---- | ---- | ---- |
| 123  | 127  | 115  | 110  | 88   | 79   |